# Герб Чевеля
Герб Чевеля затверджений 9 червня 2006 року сесією Поліської сільської ради.

## Опис герба
На зеленому полі срібна церква із золотим сяйвом, із внутрішнього боку якого срібна облямівка. Щит обрамований декоративним картушем та увінчаний золотою сільською короною.
Автори — І. Хамежук, Б. Бернадський.
Основою герба є стилізоване зображення церкви Різдва Пресвятої Богородиці.